# Виґожель
Виґожель (пол. Wygorzel) — село в Польщі, у гміні Шиплішки Сувальського повіту Підляського воєводства.
Населення — 55 осіб (2011).
У 1975-1998 роках село належало до Сувальського воєводства.

## Демографія
Демографічна структура станом на 31 березня 2011 року:
|          | Загалом | Допрацездатний вік | Працездатний вік | Постпрацездатний вік |
| -------- | ------- | ------------------ | ---------------- | -------------------- |
| Чоловіки | 31      | 7                  | 20               | 4                    |
| Жінки    | 24      | 2                  | 13               | 9                    |
| Разом    | 55      | 9                  | 33               | 13                   |